# Аквапарк

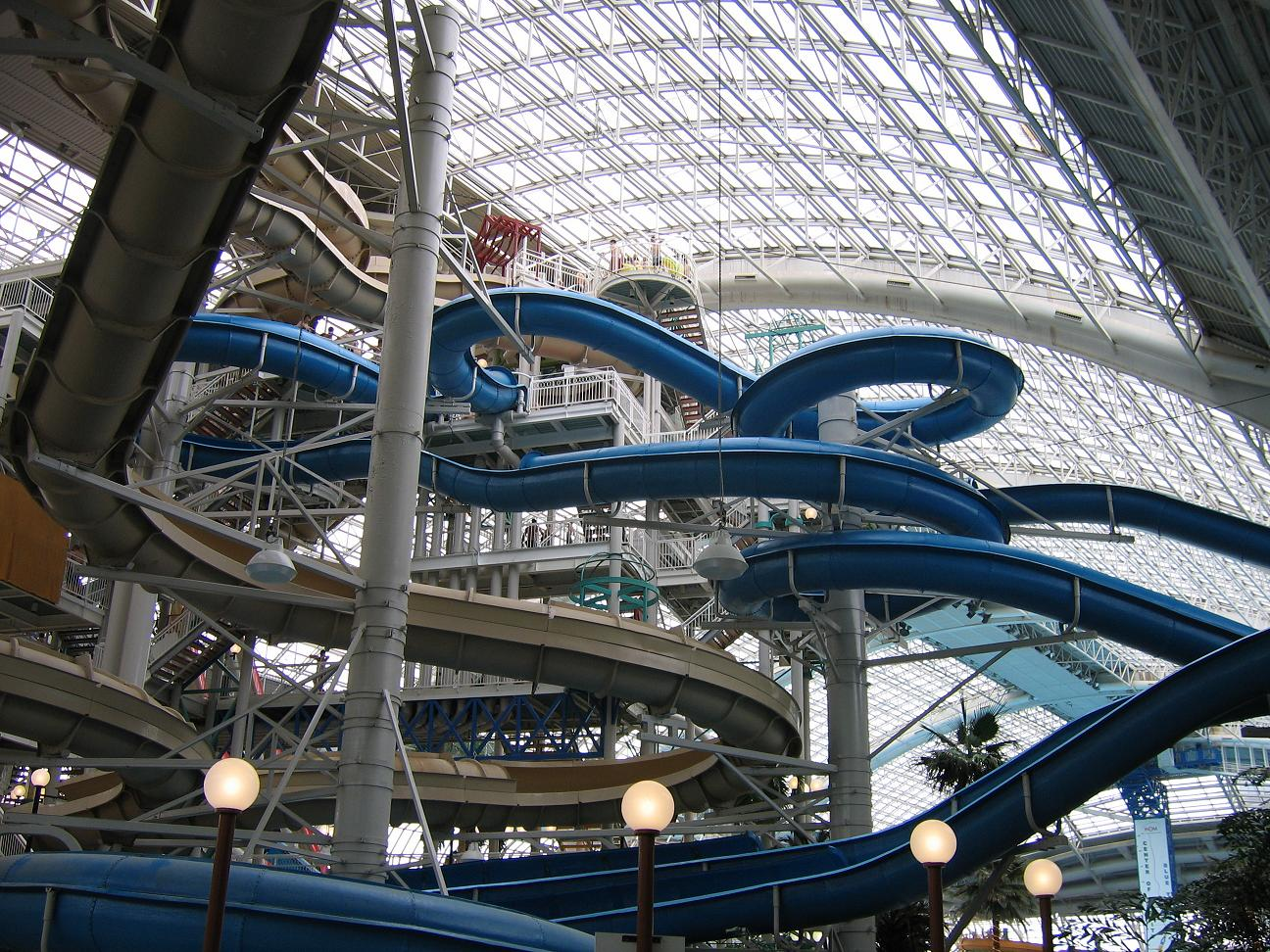
Критий аквапарк

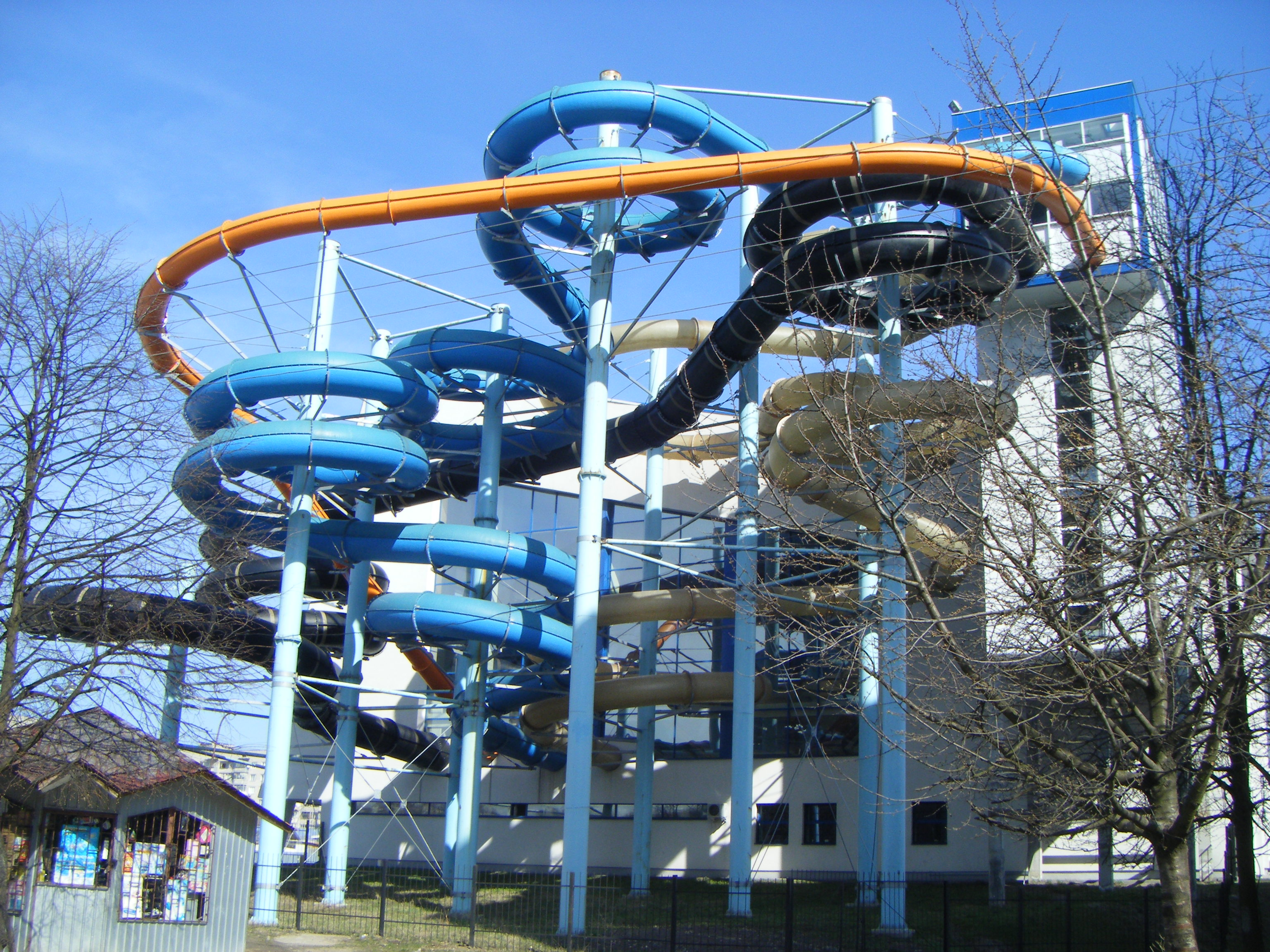
Гірки ззовні аквапарку

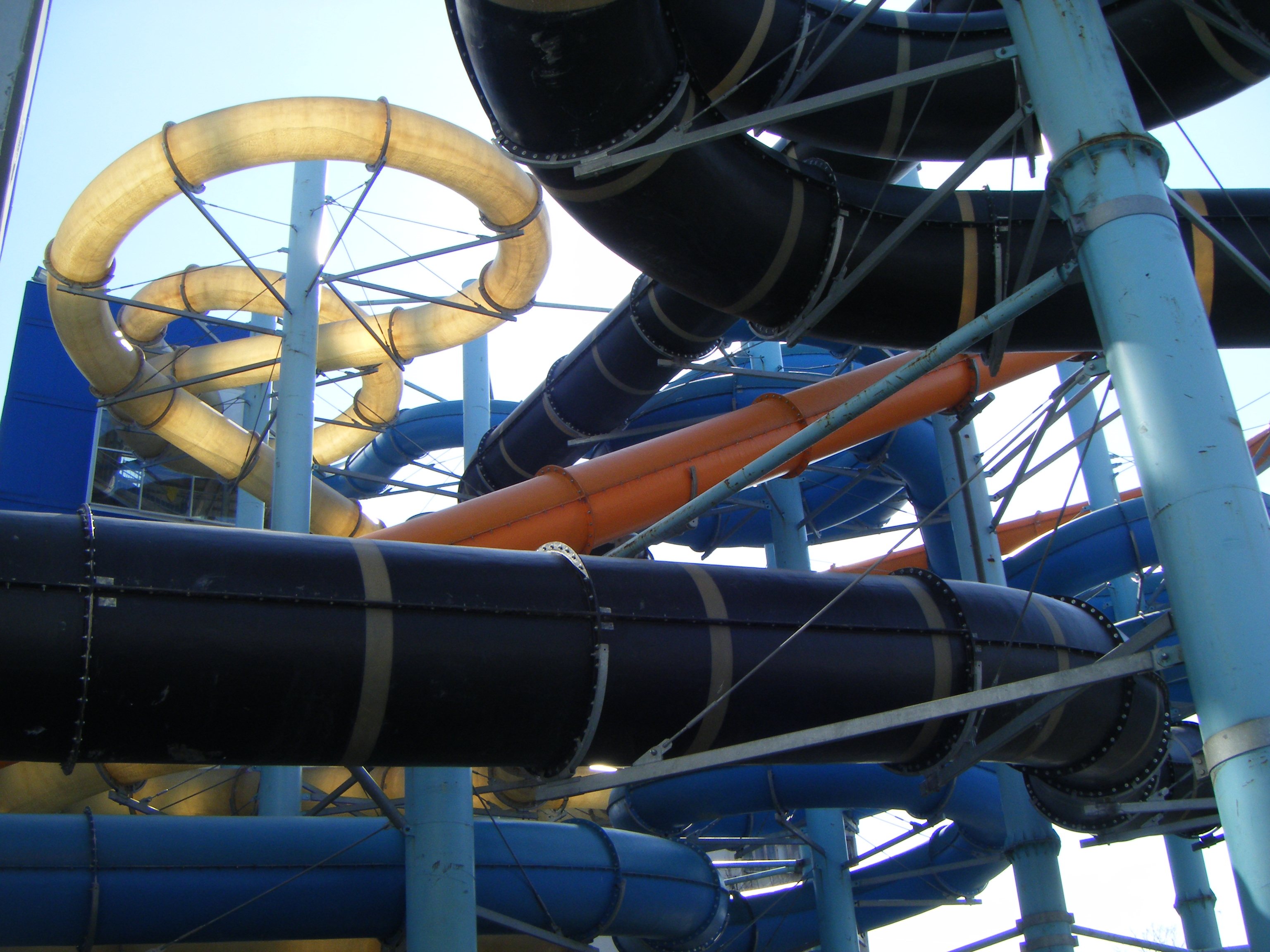
Сплетіння гірок

Аквапа́рк, вотерпа́рк — розважальний комплекс, в якому є інфраструктура для заняття іграми на воді і втадні атракціони, такі як водяні гірки, поливалки, басейни з вежею, фонтани, «ледача річка» і інші водні розваги. Сучасніші аквапарки можуть бути оснащені пристосуваннями для штучного нагнітання хвиль в басейні і заняття особливим видом серфінгу. Більшість аквапарків знаходяться на відкритому повітрі, зазвичай в курортній місцевості, проте існують і в закритих приміщеннях, як, наприклад, Трансвааль-парк (Москва), відомий через катастрофу, спричинену помилками в проєктуванні.
Перші аквапарки з'явилися в 1950-х роках. Сьогодні аквапарки США займають провідне становище у світі за їхньою кількістю (понад 1000), розвиненістю інфраструктури й прибутковістю. Основні організації, що займаються аквапарками, — IAAPA (Міжнародна асоціація парків розваг і атракціонів, офіційний сайт) і WWA (Всесвітня асоціація аквапарків).
Аквапарки часто є місцем для сімейного відпочинку.